# Cordia fanchoniae
Cordia fanchoniae är en strävbladig växtart som beskrevs av Feuillet. Cordia fanchoniae ingår i släktet Cordia, och familjen strävbladiga växter. Inga underarter finns listade i Catalogue of Life.